# سباق باريس روبيه 1905
طواف باريس 1905 هو سباق دراجات هوائية أقيم بتاريخ 23 أبريل، تكون السباق من مرحلة واحدة، وامتدّ لمسافة 268 كم بسرعة 33.206 كم/س، استغرق السباق 8 ساعات و4 دقيقة و15 ثانية. فاز به الفرنسي لويس تروسيلير وحلّ ثانيا رينيه بوتيه بينما حصل على المركز الثالث هنري كورنيه.

## الترتيب
| م                     | الدرّاج        | البلد | الزمن                      |
| --------------------- | ------------- | ----- | -------------------------- |
| الفائز بالترتيب العام | لويس تروسيلير | فرنسا | 8 ساعات و4 دقيقة و15 ثانية |
| الثاني                | رينيه بوتيه   | فرنسا |                            |
| الثالث                | هنري كورنيه   | فرنسا |                            |